# William Brown Macdougall
Pour les articles homonymes, voir MacDougall.
William Brown Macdougall est un artiste peintre écossais, également graveur et illustrateur, né le 16 décembre 1868 à Glasgow et mort le 20 avril 1936 à Loughton.

## Biographie

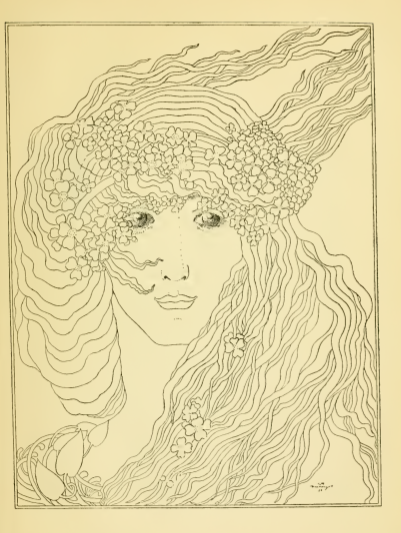
A Woman's Head publié dans The Savoy (octobre 1896).

William Brown Macdougall s'est formé à la Glasgow Academy avant de rejoindre Paris où il fréquente l'Académie Julian, notamment les cours de William Bouguereau, Jean-Paul Laurens et Tony Robert-Fleury. Il est invité à exposer au Salon des artistes français.
Dans les années 1890, il contribue à plusieurs magazines modernistes, comme The Yellow Book, The Evergreen (fondé par Patrick Geddes), The Savoy. Le style de ses illustrations est clairement influencé par Aubrey Beardsley et William Morris.
Macdougall s'est marié à Margaret Armour (1860-1943), traductrice, poète et dramaturge. Ensemble, ils travaillèrent avec Beardsley sur des projets dans le cadre du New English Art Club. Margaret et William composèrent entre autres The Fall of the Nibelungs (1897) d'après la légende de Nibelungen. Ils vécurent principalement à Loughton et animèrent une communauté artistique.
En tant que peintre, outre à Paris, il expose à la Royal Academy et à la Royal Scottish Academy en 1888, 1928 et 1929 ; au Royal Glasgow Institute of the Fine Arts en 1927 ; à la Walker Art Gallery et la Manchester Art Gallery.
Le Kelvingrove Art Gallery and Museum et le British Museum possèdent en leurs fonds des gravures de Macdougall.

## Livres illustrés
- The Book of Ruth (1896)
- Chronicles of Strathearn (1896)
- Thames Sonnets and Semblances, avec Margaret Armour  (1897)
- The Fall of the Nibelungs, avec Margaret Armour (1897)
- The Eerie Book, avec Margaret Armour (1898)
- Isabella, or the Pot of Basil de John Keats (1898)
- The Shadow of Love, and other poems..., avec Margaret Armour (1898)
- Rubáiyát of Omar Khayyám, traduit par Edward FitzGerald (1898)
- The Blessed Damozel de Dante et William Michael Rossetti (1898)
- The Fields of France[3], avec Agnes Mary Francis Robinson (1905)
- Gudrun, avec Margaret Armour (1928)